# Wedge Tomb von Creggandevesky
Das bei der Rekultivierung gestörte Wedge Tomb von Creggandevesky liegt im gleichnamigen Townland (irisch Creag an Dubhuisce) auf einer leichten Anhöhe in einem Feld nordöstlich von Carrickmore im County Tyrone in Nordirland. Die Einstufung als Wedge Tomb ist  unsicher.
Es besteht aus einem 9,2 m langen, 5,45 m breiten und 1,15 m hohen Cairn mit einigen stärkeren Steinen. Ein zentral gelegener Stein sieht aus wie ein Deckstein. Es gibt im Osten einen möglichen Endstein und im Nordosten angrenzend einen Seitenstein. Weitere größere Steine liegen im Südwesten. 
Kleine Lesesteine sind auf dem Cairn abgelegt.
Im gleichen Townland gibt es weitere archäologische Strukturen, darunter das Court Tomb von Creggandevesky, ein Portal Tomb und zwei weitere mögliche Megalithbauten.